# Cristian Martínez Alejo
Cristian Martínez Alejo (Andorra la Vella, 16 ottobre 1989) è un calciatore andorrano, difensore dell'Atlètic Amèrica.

## Carriera

### Club
Debutta da professionista nel 2009, con la maglia dell'Andorra.
Passato al Lusitans, il 2 luglio 2013 mette a segno una doppietta nella partita pareggiata per 2-2 contro l'EB/Streymur, valida per il primo turno preliminare di Champions League.

### Nazionale
Conta varie presenze con la nazionale andorrana.

## Statistiche

### Cronologia presenze in nazionale
| Cronologia completa delle presenze e delle reti in nazionale ― Andorra | Cronologia completa delle presenze e delle reti in nazionale ― Andorra | Cronologia completa delle presenze e delle reti in nazionale ― Andorra | Cronologia completa delle presenze e delle reti in nazionale ― Andorra | Cronologia completa delle presenze e delle reti in nazionale ― Andorra | Cronologia completa delle presenze e delle reti in nazionale ― Andorra | Cronologia completa delle presenze e delle reti in nazionale ― Andorra | Cronologia completa delle presenze e delle reti in nazionale ― Andorra |
| Data                                                                   | Città                                                                  | In casa                                                                | Risultato                                                              | Ospiti                                                                 | Competizione                                                           | Reti                                                                   | Note                                                                   |
| ---------------------------------------------------------------------- | ---------------------------------------------------------------------- | ---------------------------------------------------------------------- | ---------------------------------------------------------------------- | ---------------------------------------------------------------------- | ---------------------------------------------------------------------- | ---------------------------------------------------------------------- | ---------------------------------------------------------------------- |
| 2-9-2021                                                               | Andorra la Vella                                                       | Andorra                                                                | 2 – 0                                                                  | San Marino                                                             | Qual. Mondiali 2022                                                    | -                                                                      | 73’                                                                    |
| Totale                                                                 |                                                                        | Presenze                                                               | 1                                                                      |                                                                        | Reti                                                                   | 0                                                                      |                                                                        |

## Palmarès

### Club

#### Competizioni nazionali
- Primera Divisió: 2

Inter CdE: 2019-2020, 2020-2021
- Copa Constitució: 1

Inter CdE: 2020
- Supercopa andorrana: 1

Inter CdE: 2020